# Charles Anderson Dana
Pour les articles homonymes, voir Charles Anderson, Anderson et Dana.
Charles Anderson Dana (né le 8 août 1819 dans le New Hampshire et mort le 17 octobre 1897 à Glen Cove) est avant la guerre de Sécession un journaliste favorable à l'abolitionnisme et à la guerre contre les États esclavagistes - pendant la guerre un inspecteur envoyé par Abraham Lincoln sur les théâtres des opérations (en particulier dans l'Ouest, où il rencontre Ulysses S. Grant) - et après la guerre à nouveau un journaliste, observateur attentif des dirigeants politiques, et un imprécateur contre leur corruption .

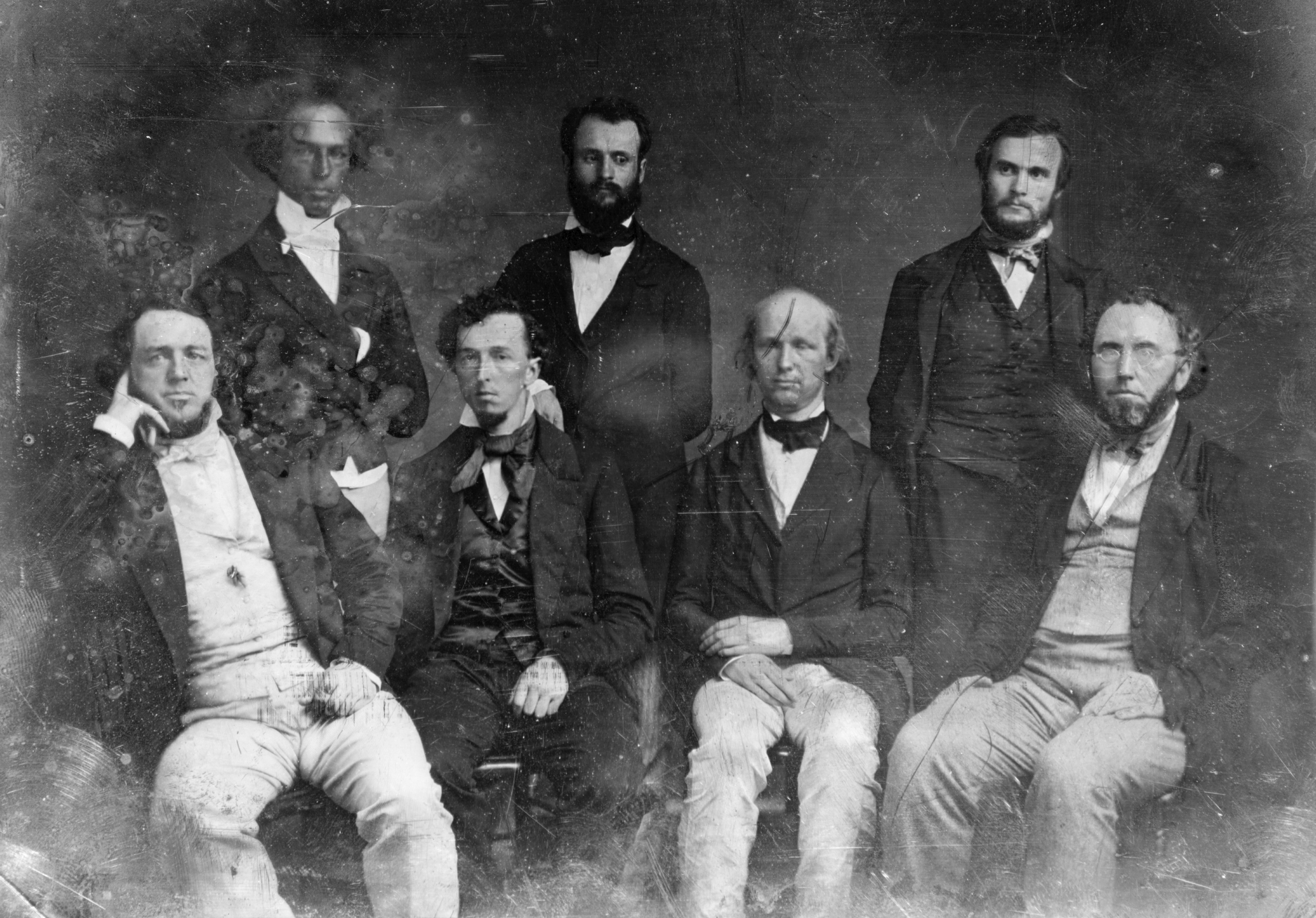
La juvénile équipe du New York Tribune, un des journaux les plus lus du Nord, qui était progressiste, abolitionniste, et en 1861 partisan de la guerre avec le Sud. Assis et 3e à partir de la gauche : Horace Greeley, qui fonda le N.Y.T. en 1841 - et (2e à partir de la gauche, debout derrière lui) un des plus virulents et talentueux de ses collaborateurs : Charles Anderson Dana

## Jeunesse
Descendant de Richard Dana (immigré en 1640 et fondateur d'une grande famille américaine), il entre à Harvard en 1839, mais doit abandonner la faculté à la suite d'une baisse importante de son acuité visuelle.
Il continue seul ses études, cependant, et deviendra bachelor puis master .
Dana travaille pendant 6 ans dans le phalanstère fouriériste de Brook Farm (Massachusetts) et y occupe une situation pré-éminente jusqu'à la destruction de la ferme par un incendie. Il s'occupe en particulier de la rédaction du journal The Harbinger ("Le Héraut") , voix du mouvement du Transcendantalisme (États-Unis)).

## Journalisme
Il s'oriente ensuite vers le journalisme, et entre au New York Tribune, journal progressiste et abolitionniste fondé par Horace Greeley en 1841.
Dana voyage en Europe pendant 2 ans, « couvre » le printemps des peuples de 1848 et rend visite à Ferdinand Freiligrath et à Karl Marx.
De retour en Amérique du Nord en 1849, Dana assure par ses articles le succès du New York Tribune, qui augmente grâce à lui son tirage, devient un des journaux les plus lus du Nord et s'oriente vers les tendances progressistes et anti-esclavagistes radicales. Il soutient activement la campagne présidentielle d'Abraham Lincoln.
En 1861, C. A. Dana, partisan de la guerre sans merci contre les États esclavagistes (le N.Y.T. a pour slogan « On to Richmond ! », « Sus à Richmond ! »), s'unit à d'autres hommes de lettres (l'indécis Horace Greeley et les poètes élégiaques Nathaniel Parker Willis et William Cullen Bryant) pour demander solennellement au politicien Edward Everett de lancer un appel afin que les forces du Nord s'unissent.
Puis C. A. Dana essaie de pousser Horace Greeley (le fondateur du New York Tribune) vers une prise de position nette et une carrière politique engagée. Mais Greeley échoue à entrer au Sénat des États-Unis, et Dana quitte le New York Tribune.

## Pendant la guerre de Sécession
Lincoln, qui recherche « des hommes qui veulent se battre » (il est particulièrement déçu par le manque de combativité du général en chef George B. McClellan) et qui veut aussi lutter contre les profiteurs de guerre, propose à Dana de devenir « les yeux et les oreilles » de son administration. Nommé assistant du  Secretary of War (Ministre de la Guerre) Edwin M. Stanton, Dana (que sa mauvaise vue a écarté de l'armée, mais qui est athlétique et excellent cavalier) parcourt les théâtres de la guerre et rapporte à Lincoln et Stanton les anomalies qu'il constate : escroqueries sur les fournitures de guerre, prévarications des quartermasters (officiers fourriers), erreurs ou fautes des généraux .
En particulier, Lincoln, alarmé par les rumeurs qui courent sur l'alcoolisme de Ulysses S. Grant , envoie Dana sur le moyen-Mississippi inspecter l'armée du Tennessee (Union) : Grant est chargé de la campagne de Vicksburg, dont la réussite est essentielle pour le Nord qui veut encercler et étouffer le Sud selon le plan Anaconda.
Dana rencontre Grant, apprend à le connaître, se lie d'amitié avec lui, et rassure Lincoln et Stanton : Grant n'est pas alcoolique, il est « modeste, honnête, raisonnable... pas un homme original ou brillant, mais sincère, réfléchi, profond, et doté d'un courage à toute épreuve.... calme et difficile à connaître, cependant il aime une histoire amusante et la compagnie de ses amis » .
Dana suit la campagne de Vicksburg. En particulier, après la bataille de Milliken's Bend il annonce à Lincoln que les nouvelles recrues Afro-américaines ont très courageusement combattu, et qu'elles constituent sans aucun doute une force à ne pas négliger à l'avenir. Il assiste aussi à la bataille de Chickamauga, et à la 3° bataille de Chattanooga.
Selon l’Appleton's American Cyclopedia of Biography :
« Ses fonctions de représentant des autorités civiles sur les théâtres d'opérations lui fournirent l'occasion de fréquenter assidûment M. Stanton et M. Lincoln, qui s'habituèrent à se reposer sur sa perception exacte des hommes et des circonstances pour arriver à la connaissance des événements se déroulant sur le front. À l'époque où la fermeté de Grant et son utilité future n'étaient pas encore des notions évidentes, la confiance qu'eut M. Dana dans les capacités militaires de Grant contribuèrent grandement à annuler les puissants efforts qu'on déployait par ailleurs pour briser l'ascension du général en chef. »
Persuadé que Grant est celui qui saura vaincre le Sud, Dana recommande à Lincoln et à Edwin Stanton de nommer Grant commandant en chef des armées de l'Union, ce qui s'accomplit en mars 1864.
Dana est aussi envoyé par Lincoln en Virginie en 1864 pendant l'Overland Campaign.
Après la chute de Richmond (4 avril 1865), Lincoln confie à Dana la mission de réunir les archives sudistes (ou ce qu'il en reste) dans les ruines et les cendres de la capitale du Sud.
En somme, Dana, un des « hommes du président », a été « en selle au front la plupart du temps pendant les campagnes du nord-Mississippi et de Vicksburg, le sauvetage de Chattanooga, et les marches et batailles de Virginie en 1864 et 1865 » .

## Retour au journalisme
Dana, qui avec les années s'éloigne de plus en plus de ses idéaux de jeunesse et devient conservateur (il collectionne les porcelaines chinoises…), expose et fustige cependant dans les pages de son journal The Sun (de tendance democrat- conservatrice) les gabegies de l'administration Grant, comme plus tard celles des successeurs de Grant à la présidence des États-Unis.
Dana et son journal The Sun sont, sous la présidence de son ex-ami Grant, l'objet d'un harcèlement judiciaire aux péripéties notables : la procédure, après un essai de délocalisation de New York à Washington D.C., finit par être déclarée anticonstitutionnelle (1873). En 1872, Dana suscite un adversaire à Grant qui veut être réélu : il soutient activement son ami Horace Greeley, qui est largement battu, et même meurt avant la publication des résultats. En 1873, The Sun expose au public le Salary grab scandal : Grant veut doubler son salaire, et offre aux députés qui le soutiendront une confortable augmentation assortie d'une « prime » discrète.
Dana, democrat, traite Rutherford B. Hayes de fraud president   Mais en 1884, le journal de Dana soutient la candidature à la présidence de Benjamin Franklin Butler (homme politique) , un candidat qui avait acquis pendant la guerre la réputation d'être un des plus corrompus des political generals, et était le prototype même de ceux que Dana avait alors mission de démasquer…
Avec Grover Cleveland, Dana a la même attitude qu'avec Grant : après l'avoir ardemment soutenu, il le vilipendera et révélera ses pratiques. C.A. Dana baptisa avec humour mugwumps les rejetons élitistes de grandes familles W.A.S.P. (white anglo-saxon protestants, de tendance habituellement  republican) qui préférèrent soutenir Grover Cleveland, candidat du parti democrat lors de l'Élection présidentielle américaine de 1884, car le candidat republican était objectivement trop corrompu.

## Littérature

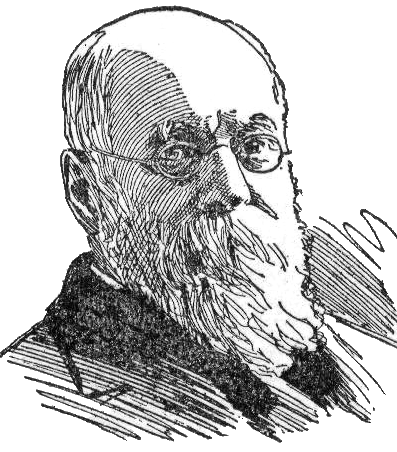
Charles A. Dana dans sa maturité

Dana, qui avait un style clair et simple, a publié en 1900 la quintessence de son expérience : The Art of Newspaper Making ("L'art du journalisme"). On lui attribue une des recettes lapidaires du journalisme efficace : "Man bites dog" .
Il a rédigé plusieurs ouvrages en dehors de ses écrits journalistiques. Il est un des coauteurs de la New American Cyclopedia (1857-1863).
Il a traduit des contes du folklore nord-européen, et a écrit des poèmes . Il a publié aussi un florilège des 50 plus beaux poèmes de la langue anglaise. Il a publié en 1868 A Campaign Life of U. S. Grant  (en collaboration avec  le général James H. Wilson).
Ses « Reminiscences of the Civil War » et son « Eastern Journeys, Some Notes of Travel in Russia, in the Caucasus, and to Jerusalem » ont été publiées en 1898.
En 1896, Benjamin Tucker, un anarchiste nord-américain, a réuni et publié sous le titre Proudhon and his Bank of the People  les articles élogieux que Dana avait écrit en 1849 sur Pierre-Joseph Proudhon et son utopie socio-économique. Quarante-sept ans plus tard, le contraste entre le C.A. Dana jeune homme idéaliste - et le journaliste conservateur (en particulier opposé au bimétallisme du free-silver movement ) et adversaire des reds qu'il était devenu était frappant.